# 私の愛情の対象
『私の愛情の対象』（The Object of My Affection）は、1998年制作のアメリカ合衆国の映画。
ゲイの男性との友情を通して自分の生き方を見つけていく女性の物語。

## ストーリー
ニューヨークでソーシャル・ワーカーとして働くニーナは、ある日、ゲイの小学校教師ジョージと知り合う。ニーナにはヴィンスという恋人がいるが、失恋したばかりというジョージを彼女はルームメイトとして受け入れる。お互い恋愛関係に発展することがない、ただの友人として、悩みを打ち明けたり、ダンス教室に通ったりして気楽な日々を過ごしていた。そんな折、ニーナの妊娠が発覚する。

## キャスト
※括弧内は日本語吹替
- ニーナ・ボロウスキー - ジェニファー・アニストン（佐々木優子）
- ジョージ・ハンソン - ポール・ラッド（家中宏）
- メリッサ・マークス - カリ・ロッチャ（深水由美）
- サリー・ミラー - ローレン・プラット（加藤ゆう子）
- ネイサン - リアム・エイケン（福島おりね）
- シドニー・ミラー - アラン・アルダ（千田光男）
- コンスタンス・ミラー - アリソン・ジャネイ（野沢由香里）
- ロバート・ジョリー - ティモシー・デイリー（鈴置洋孝）
- サーニ - マリリン・ドブリン（さとうあい）
- ヴィンス・マクブライド - ジョン・パンコウ（梅津秀行）
- レイノルズ - ジョアン・コープランド（前田敏子）
- フランク・ハンソン - スティーヴ・ザーン（伊藤栄次）
- スーニ - サミア・ショアイブ（大原さやか）
- スティーヴ - ガブリエル・マクト（後藤敦）
- ロドニー・フレイザー - ナイジェル・ホーソーン（佐々木敏）
- ポール・ジェームズ - アモ・グリネロ（河野清人）
- ルイス・クロウリー - ケヴィン・キャロル（坂口候一）
- キャロライン・コルッチ - サラ・ノウルトン（浅野まゆみ）

## 評価
レビュー・アグリゲーターのRotten Tomatoesでは59件のレビューで支持率は53%、平均点は5.80/10となった。Metacriticでは18件のレビューを基に加重平均値が51/100となった。

## その他
- 主題歌の「You Were Meant For Me」をスティングが歌っている。オリジナルは1929年に発表されたポピュラーソングで、音楽を担当したジョージ・フェントンがプロデュース。